# Will Downing
Wilfred "Will" Downing, född den 29 november 1963 i Brooklyn i New York, är en amerikansk sångare, musikproducent, keyboardist och låtskrivare.
Will Downing sjöng i Arthur Bakers grupp Wally Jump Jr. & the Criminal Element och anlitade sedan Arthur Baker som producent på sitt första album, Will Downing, som släpptes av Island Records 1988. Låten "A Love Supreme" från albumet blev en UK top 20 hit 1988. 1989 spelade Will Downing in duetten "Where is the Love" tillsammans med Mica Paris. Låten "I Try" från albumet A Dream Fulfilled blev en US top 20 hit 1991.

## Diskografi
Soloalbum
- Will Downing (1988)
- Come together as One (1989)
- A Dream Fulfilled (1991)
- Love's the Place to Be (1993)
- Moods (1996)
- Invitation Only (1997)
- All the Man You Need (2000)
- Sensual Journey (2002)
- Emotions (2003)
- Soul Symphony (2005)
- After Tonight (2007)
- Lust, Love & Lies (An Audio Novel) (2010)
- Silver (2013)
- Euphoria (2014)
- Chocolate Drops (2015)
- Black Pearls (2015)
- Soul Survivor (2017)